# Мурсвил (Северна Каролина)
Мурсвил (енгл. Mooresville) град је у америчкој савезној држави Северна Каролина.

## Демографија
По попису из 2010. године број становника је 32.711, што је 13.888 (73,8%) становника више него 2000. године.
| Група             | 2000.          | 2010.          |
| Белци             | 15.129 (80,4%) | 25.074 (76,7%) |
| Афроамериканци    | 2.679 (14,2%)  | 3.567 (10,9%)  |
| Азијати           | 312 (1,7%)     | 1.073 (3,3%)   |
| Хиспаноамериканци | 480 (2,6%)     | 2.252 (6,9%)   |
| Укупно            | 18.823         | 32.711         |